# Дженкин, Флеминг
Генри Чарльз Флеминг Дженкин (англ. Henry Charles Fleeming Jenkin, 25 марта 1833, Дандженесс, Кент, Англия — 12 июня 1885) — англо-шотландский инженер, экономист, преподаватель, филолог, критик, актёр, драматург и художник, Королевский профессор инженерии (англ. Regius Professor of Engineering) в Университете Эдинбурга, отличался своей универсальностью. Прославился как изобретатель канатной дороги и подводных телеграфных кабелей, которые используются сегодня, в том числе и для интернета. Дженкин первым представил спрос и предложение в виде пересекающихся графиков в работе «Графическое представление законов спроса и предложения» (1870), наглядно показав, как пересечение кривых спроса и предложения устанавливает равновесную цену и количество товара. Его потомки включают в себя инженера Чарльза Дженкина и его сыновей, депутатов британского парламента Патрика Дженкина и Бернара Дженкина. Член Лондонского королевского общества и Королевского общества Эдинбурга.

## Биография
Родился в семье капитана береговой охраны Чарльза Дженкина. Его мать, Генриетта Камилла Дженкин (урождённая Джексон) была писательницей. Своё имя получил в честь одного из покровителей своего отца, адмирал Флеминга. Дженкин учился в школе города Джедборо, а затем в Эдинбургской академии, где выиграл множество призов. Среди его школьных товарищей были Джеймс Клерк Максвелл и Питер Гатри Тэт.
В 1847 году отец Дженкина вышел на пенсию и семья переехала во Франкфурт-на-Майне, отчасти из соображений экономии, а отчасти из-за образования мальчика. В Германии Дженкин занимался рисованием, писал стихи и учил немецкий язык. В следующем году Дженкины переехали в Париж, где он изучал математику и французский язык. В 15 лет Флеминг стал свидетелем начала революции 1848 года. Дженкины уезжают в Геную, где пережили ещё одну революцию. В то время как миссис Дженкин с сыном и золовкой нашли защиту на британском судне в порту, капитан Дженкин охранял их дом. В Генуе Дженкин поступил в университет, став его первым студентом-протестантом. Лекции по электромагнетизму читал профессор естественной философии падре Банкалари, его физическая лаборатория считалась на тот момент лучшей в Италии. Дженкин получил степень магистра первого класса с отличием. Также Флеминг посещал художественную школу и получил серебряную медаль, учился игре на фортепиано, посещал театр и оперу.
В 1850 году, после смерти тёти Анны, которая жила с Дженкинами, они уезжают обратно в Англию, поселившись в Манчестере, где в 1851 году Флеминг поступает подмастерьем к инженеру и механику Уильяма Фэйрберном. Затем он некоторое время работает на швейцарской железной дороге, а в 1856 году поступил чертёжником в инженерную фирму Пенна в Гринвиче, будучи занят на планах судна, предназначенного для Крымской войны. Ночами Флеминг читал книги по инженерным наукам и математике, или Томаса Карлайла и поэтов, часто уезжая в Лондон, чтобы увидеть свою мать. В эти же годы Дженкин познакомился с семьёй адвоката Альфреда Остина, постоянного секретаря Управления Её Величества работами и общественными зданиями (англ. Her Majesty's Office of Works and Public Buildings). Дружба с Остинами сыграла важную роль в развитии и формировании молодого Флеминга. Позднее Дженкин стал ухаживать за дочерью Альфреда Остина, Энни, чему её родители не стали препятствовать, несмотря на разницу в социальном положении. Позднее они поженились.
Уйдя от Пенна, Дженкин стал инженером Liddell and Gordon. Работая в этой компании, Флеминг участвует в прокладке кабеля по дну Средиземного моря между мысом Спартивенто (Теулада на юге Сардинии) до точки вблизи города Аннаба (Алжир). Это был технически очень сложный проект, реализовать который стоило очень много времени и сил.
В 1857 году Дженкин поступает на работу в R. S. Newall & Co. в Гейтсхеде. На новом для себя месте он занимается проектирование и монтажом машин для прокладки подводных кабелей, одновременно изучая электричество. В начале 1859 года Флеминг знакомится со своим будущим другом и партнёром Уильямом Томсоном (позже сэр Уильям Томсон, а ещё позже лорд Кельвин). Познакомил их Льюис Гордон, совладелец Newall & Co., впоследствии первый профессор инженерии в британском университете. В октябре 1860 года Дженкин надзирал за ремонтом кабеля Аннаба—Спартивенто.
В 1861 году Дженкин оставляет службу в Newall & Co. и становится партнёром H. C. Forde, подрядчика британского правительства по прокладке кабеля от Мальты до Александрии. В 1863 году родился первый сын Флеминга и семья переехала в Клейгейт возле Эшера. 1865 году родился второй сын. В 1865—1866 годах Дженкин вместе с Форде проектировал подводный кабель Лоустофт—Нордернай по заказу Пола Ройтера. Середина 1860-х годов были для Дженкинов тяжёлыми. Проблемы со здоровьем у самого Флеминга и его жены, плохое финансовое состояние. Ситуация стала выправляться в 1866 году, когда Дженкина назначили профессором инженерии в Университетском колледже Лондона. Два года спустя партнёрство с Форде стало наконец-то приносить доход, а в 1868 году Дженкина пригласили на вновь созданную кафедру инженерии в Эдинбургском университете.
В 1869 году Дженкин заключает партнёрство с Уильямом Томсоном и Варли, став совместно проектировать и прокладывать подводные кабели. В 1870 году Томосн изобретает сифон-рекордер, прибор для автоматической записи телеграмм,. В 1873 году Томсон и Дженкин совместно занялись прокладкой Западного и Бразильского кабеля (англ. Western and Brazilian cable), изготовленного Hooper & Co. (Миллуолл). В течение следующих двух лет бразильская система была подключена к Вест-Индии и Рио-де-ла-Плата.
В 1870 году Дженкин опубликовал статью «О графическом представлении законов спроса и предложения и их применение к труду», самый первый опубликованный экземпляр кривых спроса и предложения.
В 1878 году Дженкин сделал вклад в общественное здравоохранение, выпустив брошюры «Здоровые дома» (англ. Healthy Houses).

## Кошмар Дженкина
В июне 1867 года в журнале «North British Review» вышла в свет статья Дженкина под названием «Происхождение видов», где критиковалась идея естественного отбора как движущей силы эволюции. Главный пункт возражения Дженкина — поглощающее влияние свободного скрещивания: Предположим, что в популяции появилась особь с более удачным признаком, чем у существующих особей. Но скрещиваться она вынуждена будет только с особями с «нормальными» признаками. Поэтому через несколько поколений удачное новоприобретение неизбежно будет поглощено «болотом» обычных признаков.
Ознакомившись с возражениями Дженкина, Дарвин счёл, что их правильность «едва ли может быть подвергнута сомнению» и называл их «кошмаром Дженкина». В письме своему другу ботанику Джозефу Хукеру от 7 августа 1869 года Дарвин писал о статье Дженкина: «Знаете, я почувствовал себя очень приниженным, закончив чтение статьи».

## Избранные труды
- 1868 — The Atomic Theory of Lucretius, North British Review, link from Wikisource.
- 1868 — "Trades Unions: How Far Legitimate?" North British Review, March. (see Papers, Literary, Scientific &c, volume 2).
- 1870 — "The Graphical Representation of the Laws of Supply and Demand, and their Application to Labour," in Alexander Grant, ed., Recess Studies, ch. VI, pp. 151–85. Edinburgh. Scroll to chapter link.
- 1872 — On the principles which regulate the incidence of taxes, Proceedings of Royal Society of Edinburgh 1871-2, pp. 618-30.
- 1877 — (вместе с J.A. Ewing) On Friction between Surfaces moving at Low Speeds, Philosophical Magazine Series 5, volume 4, pp 308–10, link from Biodiversity Heritage Library.
- 1887 — Sydney Colvin & James Alfred Ewing editors, Papers, Literary, Scientific, &c, volume 1, preview from Google Books.
- 1887 — S.C. Colvin & J.A. Ewing editors,  Papers, Literary, Scientific, &c, v. 2
- 1873 — Electricity and Magnetism (first edition), link from HathiTrust, other editions in 1876,79,80,81,85,87,1914.
- 1873 (editor) — Reports of the Committee on Electrical Standards appointed by the British Association for the Advancement of Science, link from HathiTrust.

### Некрологи
- Professor Fleeming Jenkin, LL.D., FRS. obituary in Nature (англ.). Nature (18 июня 1885). Дата обращения: 27 ноября 2016..
- Death of Fleeming Jenkin. obituary in The Electrician; a Monthly Journal Devoted T the Advancement and Diffusion of Electrical Science, vol. 4 (англ.). The Electrician and Electrical Engineer. Google Books (август 1885). Дата обращения: 27 ноября 2016.
- Death of Fleeming Jenkin. obituary in Minutes of the Proceedings of the Institute of Civil Engineers, vol. 82 (англ.). Institute of Civil Engineers[англ.]. Google Books (1885). Дата обращения: 27 ноября 2016.
- William Thomson, Baron Kelvin. Obituary Notices for Fellows Deceased. Proceedings of the Royal Society of London, vol. 39 (англ.). Royal Society of London. Jstor[англ.] (1885). Дата обращения: 27 ноября 2016. (subscription)

### Биографии
- Barkley, G. E., 2004. "Jenkin, (Henry Charles) Fleeming (1833–1885)", Oxford Dictionary of National Biography, Oxford University Press, accessed 3 September 2007. Требуется подписка (UK public library membership)
- Brownlie, A. D., and M. F. Lloyd Prichard (1963). "Professor Fleeming Jenkin, 1833–1885 Pioneer in Engineering and Political Economy," Oxford Economic Papers, NS, 15(3), p p. 204-16.
- Collison Black. R.D. (1987 [2008]). "Jenkin, Henry Charles Fleeming," The New Palgrave: A Dictionary of Economics, v. 2 pp. 1007–08.
- Cookson, G.; Hempstead, C. A. A Victorian Scientist and Engineer: Fleeming Jenkin and the Birth of Electrical Engineering (англ.). — Aldershot: Ashgate, 2000. — ISBN 0-7546-0079-3.
- Munro, J. Heroes of the Telegraph (неопр.). — London: The Religious Tract Society, 1891. — ISBN 0-585-00791-8.
- Robert Louis Stevenson. Memoir of Fleeming Jenkin (неопр.). — 1887. — ISBN 0-585-01142-7.